# Om Prakash Munjal
Om Prakash „OP“ Munjal (* 26. August 1928 in Kamalia, Pakistan; † 13. August 2015 in Ludhiana) war ein indischer Unternehmer. Er war der Gründer von Hero Cycles, des weltgrößten Unternehmens zur Herstellung von Fahrrädern, sowie von Hero Motors, einem indischen Produzenten für Komponenten von Zweirädern.

## Frühe Jahre
Om Prakash Munal, später kurz „OP“ genannt, war das jüngste von sieben Geschwistern einer Hindu-Familie. Nach wenigen Jahren verließ er die Schule und erhielt nie eine weitere Ausbildung. Als er 16 Jahre alt war, zog seine Familie aus seinem Geburtsort Kamalia nach Amritsar. Dort gründete die Familie – seine drei Brüder Brijmohan Lall Munjal, Dayanand Munjal, Satyanand Munjal und er selbst – ein Unternehmen zur Produktion von Fahrradteilen. Das Geschäft blühte zunächst, aber durch die Teilung Indiens im Jahre 1947 verschlechterten sich die Bedingungen, so dass die Brüder beschlossen, mit ihrem Unternehmen nach Ludhiana im Bundesstaat Punjab umzuziehen.

## Hero Cycles
Die Familie Munal startete ihre Fahrradproduktion mit einem Kapital von 50.000 Rupien aus einem Bankkredit. Die Aufgabe von OP war der Kontakt zu den Händlern im Außendienst. 1956 erweiterte das Unternehmen seine Produktion von Fahrradteilen auf die Herstellung ganzer Fahrräder, mit der Unterstützung des damaligen Premierministers von Punjab. Das Unternehmen mit dem Namen Hero war das erste für Fahrradproduktion in Indien. Im ersten Jahr wurden 639 Fahrräder gefertigt. Die Ausweitung der Produktion zog die Ausbildung von Ingenieuren, Mechanikern und Verwaltungskräften nach sich sowie die Ausbildung von Zulieferungsgewerbe.
In den 1980er Jahren wurde Hero Cycles der größte Fahrradhersteller der Welt und als solcher 1986 in das Guinness-Buch der Rekorde aufgenommen. 2012 produzierte das Unternehmen täglich 19.000 Fahrräder. Im September 2015 wurde mit über 500.000 Rädern (5.39 Lakh) die höchste bis dahin höchste Produktionszahl erreicht. Zum Zeitpunkt seines Todes im Jahre 2015 hatte sein Unternehmen 8300 Mitarbeiter.
OP und sein Bruder bauten die Hero Group aus und investierten in verschiedene Branchen wie die Automobilindustrie, Informationstechnik, Dienstleistungen und andere. Om und weitere Mitglieder der Familie begründeten zudem ein Joint Venture zwischen Hero Cycles und Honda, die Hero MotoCorp, die der weltgrößte Produzent von Motorrädern wurde. Gegen Ende der 1990er Jahre war Om einer der ersten Unternehmer mit der Idee, in Indien Elektrofahrräder herzustellen.
OP leitete die Unternehmen Hero Cycles, Hero Motors, Munjal Kiriu Industries, ZF Hero und Munjal Hospitality. Als das Firmenimperium 2007 aufgeteilt wurde, blieb er Präsident von Hero Cycles. Zudem war er mehrfach Präsident der All India Cycle Manufacturers’ Association.
Om Munjal starb nach kurzer Krankheit am 13. August 2015 im Alter von 86 Jahren. Zum Zeitpunkt seines Todes war er einer der reichsten Männer Indiens.

## Persönlichkeit und Privates
Bis zum Alter von 86 Jahren und bis zu seinen letzten Tagen im Krankenhaus hörte OP nicht auf zu arbeiten. Er versandte niemals E-Mails und nutzte kaum ein Mobiltelefon, sondern bestand auf dem persönlichen Gespräch.
Om war ein Liebhaber der Dichtung und förderte Talente auf diesem Gebiet. Er war dafür bekannt, dass er Gäste mit Gedichten auf Urdu, sogenannten Shers, begrüßte.
Om Prakash Munjal war verheiratet und hatte mit seiner Ehefrau Sudarshan einen Sohn und vier Töchter. Der Sohn, Pankaj Munjal, folgte seinem Vater in der Führung des Unternehmens.